# SN 1998do
SN 1998do – supernowa odkryta 1 sierpnia 1998 roku w galaktyce A011430+0028. W momencie odkrycia miała maksymalną jasność 19,00m.